# خالد الشطري
خالد بن عبد الله الشطري (1932 - 1992)، شاعر عراقي ولد في مدينة الشطرة التابعة لمحافظة ذي قار جنوبي العراق، وبسبب الأوضاع السياسية في تلك الحقبة الزمنية التي عاشها لم يستطع اكمال الدراسة الإعدادية، فقد أكمل الدراسة الابتدائية وتخرج من الدراسة المتوسطة في مسقط رأسه وثقف نفسه بالمطالعة والقراءة. طورد واعتقل مرات عديدة كسائر بقية المثقفين الوطنيين في العراق وسجن قبل وفاته في سجن نقرة السلمان بتهمة انتمائه إلى الحزب الشيوعي العراقي الذي كان من الأحزاب المعارضة في ذلك الوقت. دامت مدة سجنه سنتين وبعد خروجه من السجن عمل مصوراً شمسياً في مدينة الشطرة وبعدها انتقل إلى بغداد وعمل في مجال الصحافة ثم توفي سنة 1992.
للشاعر الكثير من القصائد والدوواوين التي لم تعرف إلا في وقت متأخر، صدر له ديوان بعنوان: «أنا وليلى.. واشطبوا أسماءكم» - (مفقود) له قصيدة: «سلاماً» - مجلة صوت الطلبة - أبريل 1981، وقصيدة: «في رثاء ولده علي» - جريدة الناصرية - العدد 132/ 23 نوفمبر 2002، وله ديوان شعري مخطوط في حوزة أسرته. نظم العديد من القصائد الوطنية والعاطفيه والأجتماعيه التي تحكي معاناة الأنسان. تم أعتماد موشحته «أجفوة أم دلال» ليدرس في معهد الدراسات النغميه في بغداد.

## أعماله
من أعماله الغنائية:
- موشح (أجفوةٌ أم دلالٌ) الحان روحي الخماش، أداء فرقه الإنشاد العراقية.
- (هذا انا ياوطن) غناء مائده نزهة، ألحان عبد الحليم السيد.
- (العاشقة) غناء أنوار عبد الوهاب، ألحان الدكتور خالد أبراهيم.
- (نذرٌ في المساء) غناء سيتا هاكوبيان، الحان الدكتور خالد إبراهيم.
- (إيران الثائرة) ألحان طالب القرة غويلي، أداء فرقه الإذاعة.
- (رمضان العطاء) غناء الدكتور فاضل عواد.